# Py Gang
Py Gang var en grupp, med Py Bäckman som sångerska, som deltog i den svenska Melodifestivalen 1979 med låten "Var det här bara början?". Bidraget hamnade på en sjunde plats.